# Al Ayaan Sharjah Gate Tower
L'Al Ayaan Sharjah Gate Tower est un gratte-ciel de 223 mètres construit en 2008 à Charjah aux Émirats arabes unis.